# Parque nacional San Diego y San Felipe de las Barras

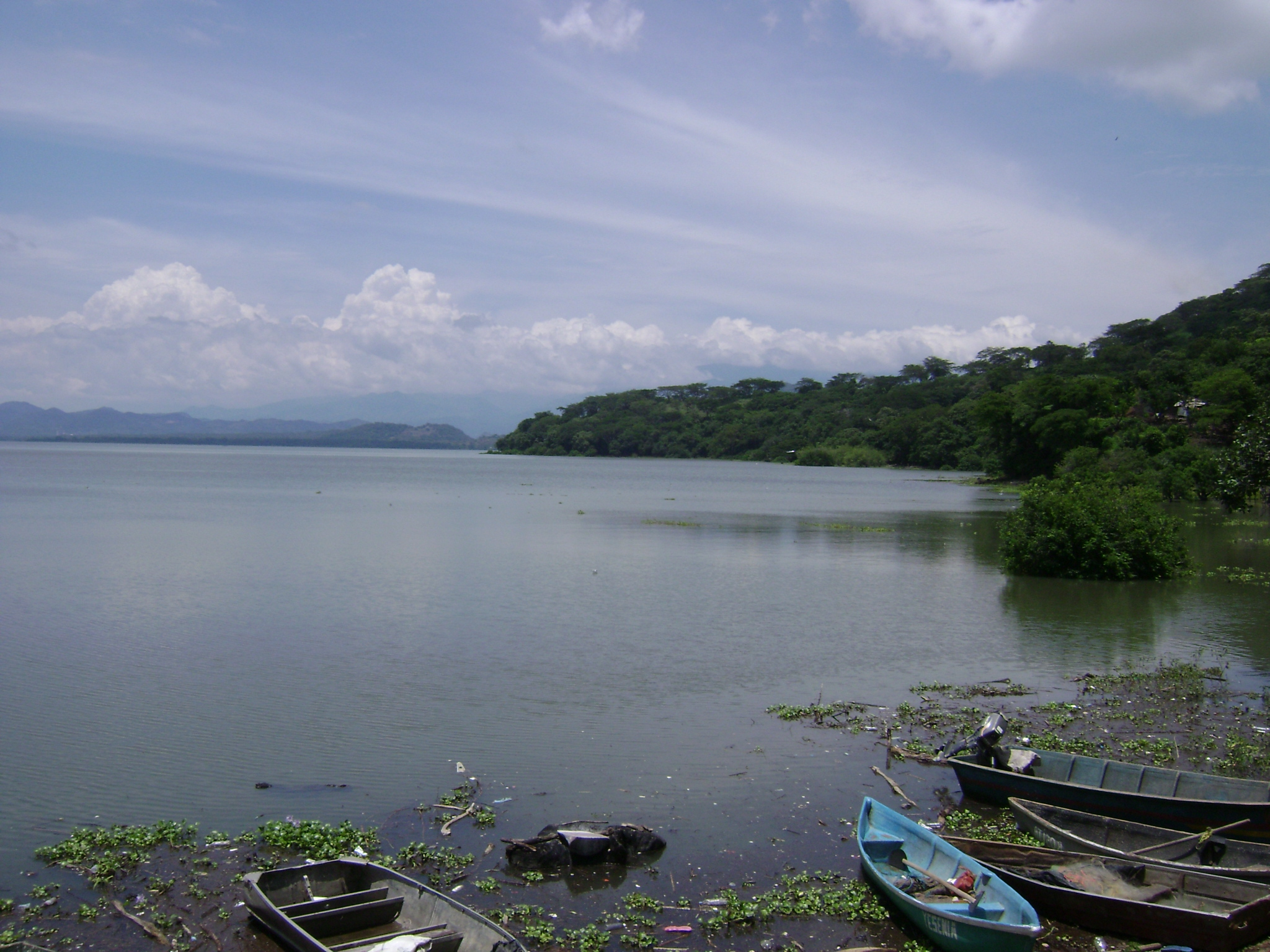
Lago de Güija

El Parque Nacional San Diego y San Felipe de las Barras (PNSDLB), es un área natural protegida localizada en El Salvador. En el cantón Las Piedras, jurisdicción del Municipio de Metapán, Departamento de Santa Ana. Se ubica en la cuenca binacional del Lago de Güija.